# Brian Michael Jenkins
Brian Michael Jenkins (Chicago, 1942) is een Amerikaans deskundige op het gebied van terrorisme en transportveiligheid.

## Loopbaan
Jenkins adviseerde regeringen (waaronder het Amerikaanse Department of State en Department of Defense), ondernemingen, de katholieke kerk, de Church of England en andere internationale organisaties over terroristische dreigingen. Van 1989 tot 1998 was hij vicevoorzitter van de veiligheidsfirma Kroll Associates, de onderneming die belast was met de veiligheid van het World Trade Center in New York ten tijde van de aanslagen in 2001. Na de aanslag op het World Trade Center in 1993 vroeg de eigenaar van het WTC Kroll om een analyse van mogelijke toekomstige terroristische aanslagen op het centrum en welke veiligheidsmaatregelen konden worden genomen. Jenkins leidde deze opdracht en concludeerde dat een nieuwe aanslag waarschijnlijk was. Een mogelijke maar niet waarschijnlijke dreiging is, dat terroristen opzettelijk een vliegtuig in het WTC vliegen, aldus de uiteindelijke analyse.